# Endecous abbreviatus
Endecous abbreviatus är en insektsart som beskrevs av Piza Jr. 1960. Endecous abbreviatus ingår i släktet Endecous och familjen syrsor. Inga underarter finns listade i Catalogue of Life.